# Papaver cornwallisense
Papaver cornwallisense — вид трав'янистих рослин родини макові (Papaveraceae), поширений у Канаді, Ґренландії й архіпелазі Шпіцберген.

## Таксономічні примітки
Petrovsky (1999) описав Papaver cornwallisense поширеним у центральній частині канадського Арктичного архіпелагу і на північному заході Ґренландії й частково симпатричним з Papaver dahlianum у цих регіонах. Його пропозиція була заснована на відмінностях у листі й формі капсул. На основі AFLP-аналізу, більшість зразків з центральних і південних островів канадського Арктичного архіпелагу (включаючи зразок від типового пункту P. cornwallisense) є одним з основних кластерів, а зразки з північно-західних і північних островах і північної Ґренландії складають ще один великий кластер спільно з P. dahlianum з Північної Європи й пн.-зх. Сибіру. Діапазони поширення P. cornwallisense та P. dahlianum за маркерами AFLP на півночі Канади тісно збігаються з діапазонами, заснованими на морфології Петровського. AFLP маркери, вказують, що P. cornwallisense пов'язаний з P. gorodkovii, а не P. dahlianum.
P. dahlianum має численні тичинки (24), плоди урноподібні й широкі на вершині. P. cornwallisense зазвичай має кілька тичинок (4, 8, ≈ 16 чи ≈ 24), плоди кулясті або субкулясті. Менші діагностичні відмінності: P. cornwallisense має менше квітів, зазвичай білі пелюстки (майже однаково часто білі й жовті у P. dahlianum), листя менш волосисте й трохи більше блакитно-зелене з більш тупими лопатями.

## Опис
Це багаторічні поодинокі трави, з центральним коренем. Простий або розгалужений стовбур підтримує від одної до кількох листових розеток, які утворюють купини до 15 см завширшки. Квітконосні стебла до 15 см або більше. Листки чергові, всі в прикореневих розетках. Черешки (0.7)1.0–2.0(2.5) см, до 1/2–2/3 довжини листових пластин. Листові пластини дуже мінливий за розмірами, найчастіше в діапазоні 1.0–2.0(2.3) × (0.5)0.7–1.3 см, яйцеподібні, видовжені або оберненояйцевиді загалом, глибоко розсічені з (1)2–3 парами бічних часточок і кінцевою часточкою; часточки суміжні або перекриваються, часточки вершини округлі, рідше підгострі, зелені або синювато-зелені, негусто запушені білими волосками.
Бутони від кулястих до яйцеподібних, густо вкриті чорнуватими волосками. Квіти поодинокі радіально-симетричні, 1.5–2.5(5) см у діаметрі, з 2 зрослими чашолистками і 4 пелюстками. Квіти чашоподібними й змінюють напрямок, слідуючи орбіті сонця. Пелюстки оберненояйцевиді, не або рідко перетинаються. Білі квіти трапляються значно частіше, ніж жовті. Тичинок 4, 8, ≈ 16 чи ≈ 24. Плоди — кулясті або субкулясті капсули (8)10–12(13) × (6)7–9(10) мм, найширша частина трохи вище середини, однокамерні з численним насінням, прикріпленим уздовж швів між плодолистиками. 

## Відтворення
Статеве розмноження насінням; вегетативного розмноження немає. Розповсюдження насіння може бути в основному за допомогою вітру або птахів.

## Поширення
Ця рослина поширена в північній і особливо в північно-східній Ґренландії, в Канадському Арктичному архіпелазі. Вид не досягає Аляски або Берингії й немає ніяких записів з Росії. P. cornwallisense на Шпіцбергені, швидше за все походить з Ґренландії чи Канади.
Істотних відмінностей у середовищах проживання між P. cornwallisense та P. dahlianum не помічено. Зазвичай росте у слабо вкритих рослинністю скельних ділянках, де мало або немає конкуренції з боку інших рослин. Це морени, нестійкі схили, гірські плато, вершини та інших порушені ділянки. Зростає на добре або відносно добре дренованих, змішаних і крупнистих ґрунтах. Здається, вид абсолютно байдужий до сніжного покриву протягом зими, як і до реакції ґрунту (рН).